# Firemavedrøvtyggere
Den biologiske underorden firemavedrøvtyggere indeholder mange af de velkendte græssende pattedyr f.eks. tamkvæg, geder, får og antiloper. 
Ikke alle drøvtyggere hører til firemavedrøvtyggerne – kameler og lamaer og andre store græssende pattedyr som kænguruer og heste.

## Systematik
- Underorden Firemavedrøvtyggere (latin: Ruminantia)
  - Familie Dværghjorte Tragulidae
  - Familie Moskushjorte Moschidae
  - Familie Hjorte Cervidae (rådyr, dådyr, rensdyr, elg, kronhjort...)
  - Familie Giraffer Giraffidae (giraf, okapi...)
  - Familie Gaffelbukke Antilocapridae
  - Familie Skedehornede Bovidae (tamkvæg, moskusokse, bison, ged, får, antiloper, gazeller...)